# Phyllachora stena
Phyllachora stena är en svampart som beskrevs av Syd. 1925. Phyllachora stena ingår i släktet Phyllachora och familjen Phyllachoraceae.   Inga underarter finns listade i Catalogue of Life.